# Kholodne
Kholodne (en ukrainien : Холодне, en russe : Холодное, Kholodnoïe) est une commune urbaine de l'est de l'Ukraine, dans l'oblast de Donetsk, dépendante du raïon de Donetsk, et de la communauté urbaine de la ville de Makiïvka. La ville s'est nommée Sverdlove avant son changement de nom en 2016. Elle était peuplée de 1437 habitants en 2019.

## Géographie
Elle se situe au bord d'une petite rivière affluente de la rivière Hrouzka, elle-même affluente du fleuve côtier Kalmious, qui se jette ensuite dans la mer d'Azov. Elle se trouve dans la périphérie est de la ville de Makiïvka, et à 19 km à l'est de la ville de Donetsk.